# Wielkanoc w Polsce

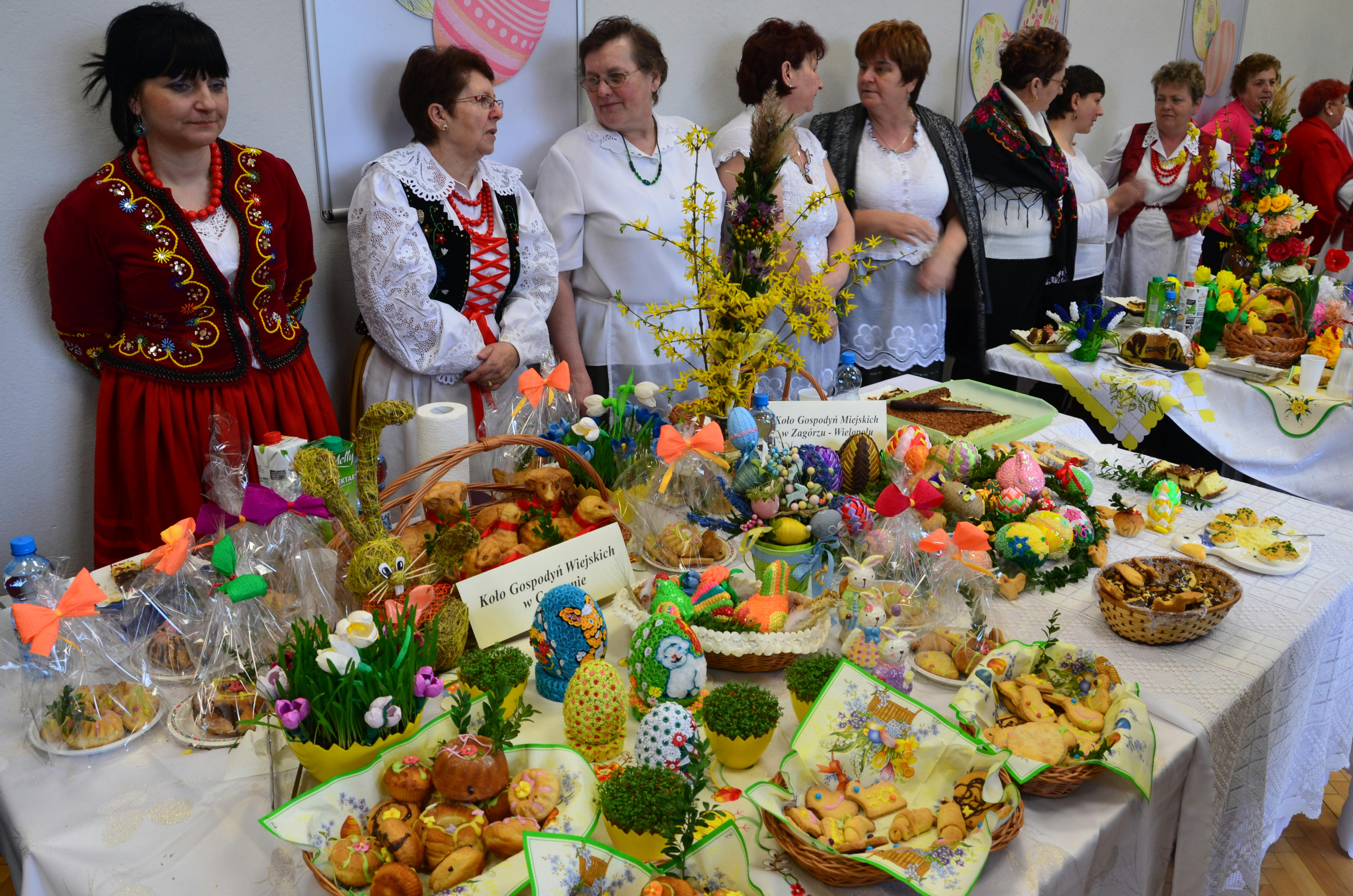
Wielkanocne jedzenie, dekoracje i tradycyjna ludowa odzież

Wielkanoc w Polsce – Wielkanoc jest jednym z najważniejszych świąt w Polsce, często porównywalnym pod względem znaczenia kulturowego do Bożego Narodzenia. Jest to święto państwowe, wolne od pracy. Wiąże się z nim wiele specyficznych zwyczajów i tradycji.
Wielkanoc obchodzona jest w Polsce od chrystianizacji kraju w średniowieczu. W dobie rozbiorów było ono postrzegane jako ważne święto patriotyczne, przypominające Polakom o ich kulturze.
Wielkanoc to także ważne święto dla Polonii.
Według sondażu z 2012 roku około 90% Polaków przestrzega niektórych zwyczajów wielkanocnych, a ponad 50% uczestniczy w wielkanocnych zwyczajach chrześcijańskich.

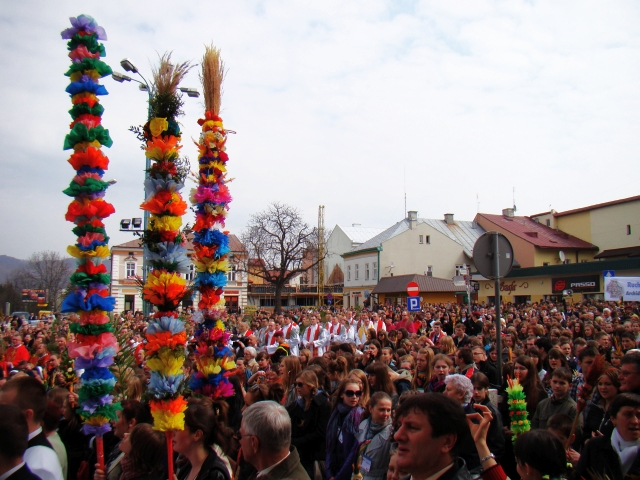
Niedziela palmowa

## Tradycje
Niektóre z polskich tradycji wielkanocnych mają swoje korzenie we wcześniejszych wierzeniach pogańskich, a inne były fuzją tych tradycji z nową tradycją chrześcijańską. Do takich tradycji zaliczają się między innymi te związane ze święconką, przygotowywaną w Wielką Sobotę i pisankami. W czasie Wielkanocy praca, w tym prace domowe, powinna być ograniczona do minimum. Ponieważ Polska jest w przeważającej części katolicka, większość tradycji wiąże się z Kościołem katolickim, chociaż wiele z innych mniejszości religijnych w Polsce również ma swoje zwyczaje związane z Wielkanocą.

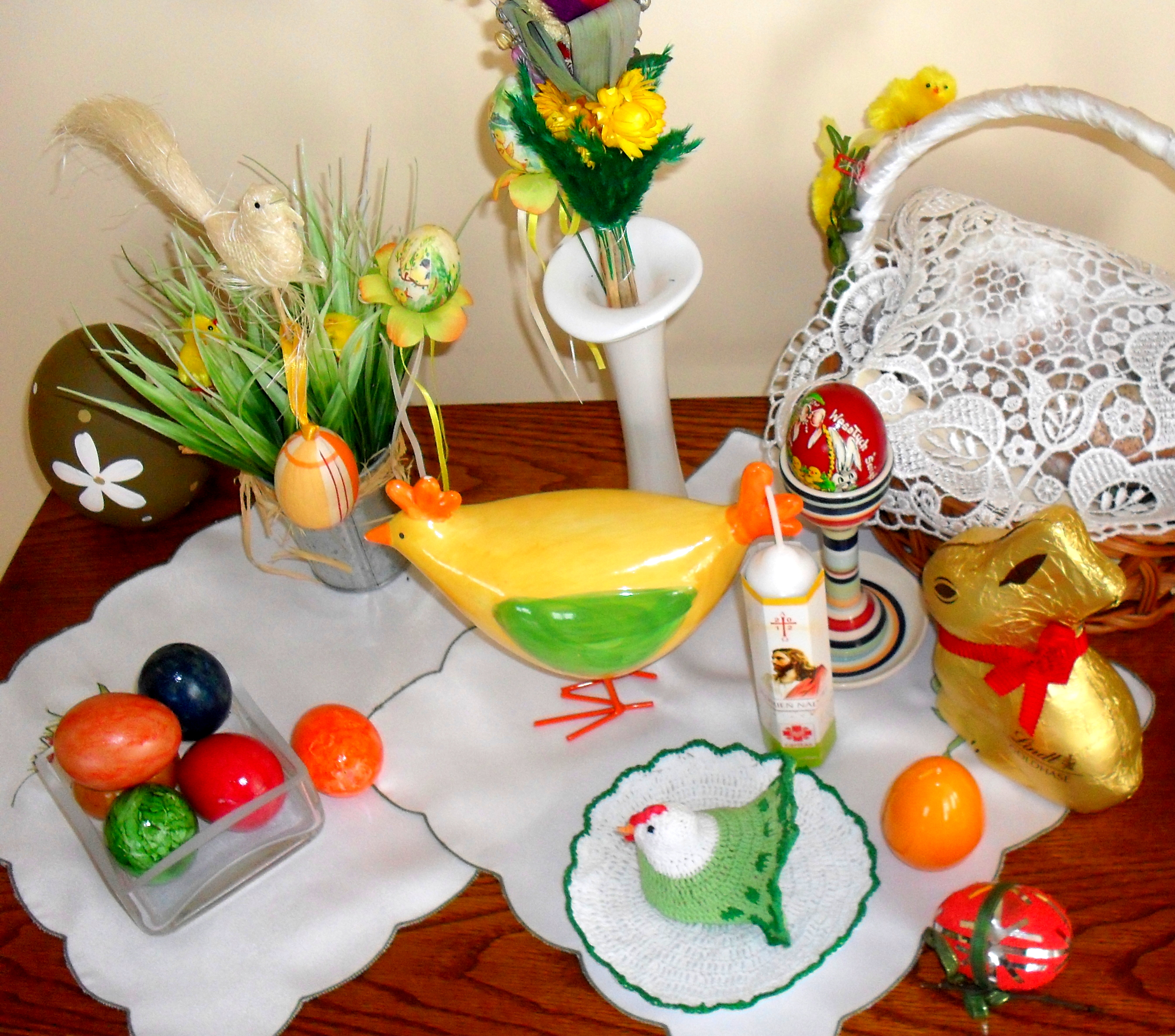
Ozdoby wielkanocne

Wedle tradycji katolickiej na 40 dni przed Wielkanocą obowiązuje post. W polskiej tradycji nie ograniczano się do ilości spożywanej żywności, a jedynie do niespożywania pokarmów mięsnych i masła. W dworach ziemiańskich w XIX w. zastępowano je rybami (śledzie w beczkach, ryby wędzone, konserwy rybne).
W Wielki Piątek posiłek składał się z żuru z kartoflami, śledzi, pieczonych ziemniaków, pszennych placków.
Już tydzień przed Wielkanocą, w Niedzielę Palmową, wystawiane są palmy wielkanocne. Tradycyjnie obchody Wielkanocy rozpoczynają się Wigilią Paschalną w Niedzielę Wielkanocną, po której następuje rezurekcja. Istnieje szereg pieśni religijnych związanych z Wielkanocą, często śpiewanych podczas procesji (do najstarszych należy Przez twe święte zmartwychwstanie). W domu ludzie biorą udział w śniadaniu wielkanocnym, podczas każdego tradycyjnie obdarowywano i dzielono się jajkami. Na wielkanocnym stole popularne ozdoby to pisanki i inne symbole, takie jak Baranek Boży (mała rzeźba często wykonana z substancji jadalnych, takich jak cukier, chleb, masło), podobne małe rzeźby kurczaka i królików (Zajączek wielkanocny), oraz wiosenne kwiaty lub gałązki roślin, takich jak bukszpan. Typowe potrawy wielkanocne to jajka, mięso np. kiełbasa, zupy np. żurek i barszcz oraz ciasta np. mazurek i babka.

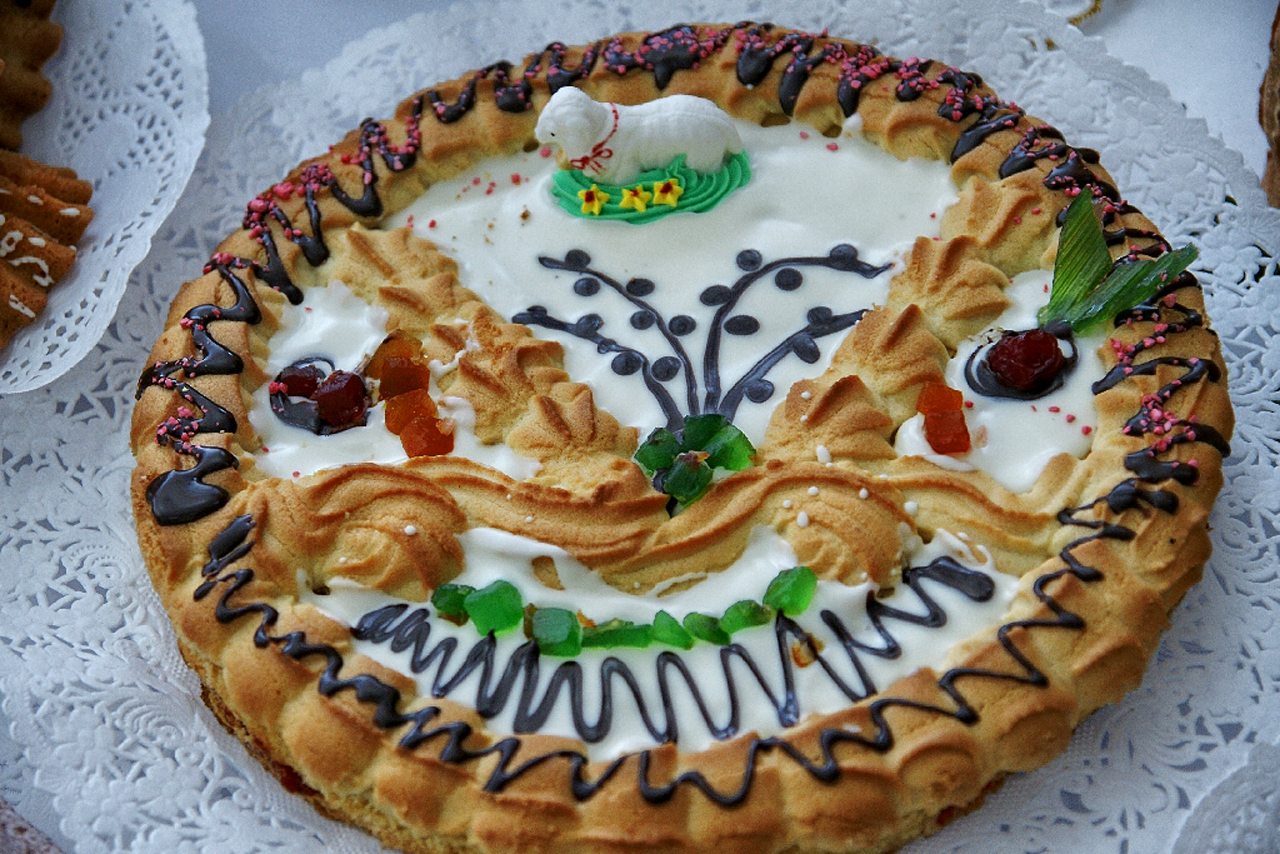
Zdobiony mazurek wielkanocny

Drugi dzień Wielkanocy, czyli Poniedziałek Wielkanocny, ma swoje tradycje, jak choćby święto śmigus-dyngus, polegające na spryskiwaniu innych wodą. Istnieje również wiele gier ludowych, z których wiele obejmuje jajka, takie jak walatka.
Do polskich tradycji wielkanocnych (niektórych o zasięgu krajowym, nieraz międzynarodowym, a niektórych regionalnych) zaliczają się:
- dziady śmigustne
- Emaus
- gorzkie żale
- Jezusek Palmowy
- kurek dyngusowy
- palenie Judasza
- palma wielkanocna
- pisanki
- pogrzeb żuru i śledzia
- przywołówki
- pucheroki
- rękawka
- siwki
- śmigus-dyngus
- Siuda Baba
- śmiergust
- święconka
- Tłusty czwartek
- turki
- wykupek
- zając wielkanocny
- żandary